# Lörick
Lörick ist ein linksrheinischer Stadtteil von Düsseldorf und gehört zum Stadtbezirk 4. Die Kontraste zwischen dörflicher Idylle und einem mit Hochhäusern dicht bebauten Büroviertel charakterisieren den Stadtteil.

## Geographie

### Lage
Der direkt am Rhein liegende Stadtteil grenzt an die Düsseldorfer Stadtteile Niederkassel, Oberkassel und Heerdt, sowie an den Stadtteil Büderich der Stadt Meerbusch und liegt umgangssprachlich auf der Schäl Sick von Düsseldorf.

### Bebauung und Nutzung
Ein Teil von Lörick ist im Wesentlichen vorstädtisch geprägt, überwiegend mit Ein- und Zweifamilienhausbebauung im gehobenen Standard. Der alte Ortskern, Alt-Lörick, hat dörflichen Charakter. Neue Bauten müssen sich dem prägenden Ortsbild anpassen.

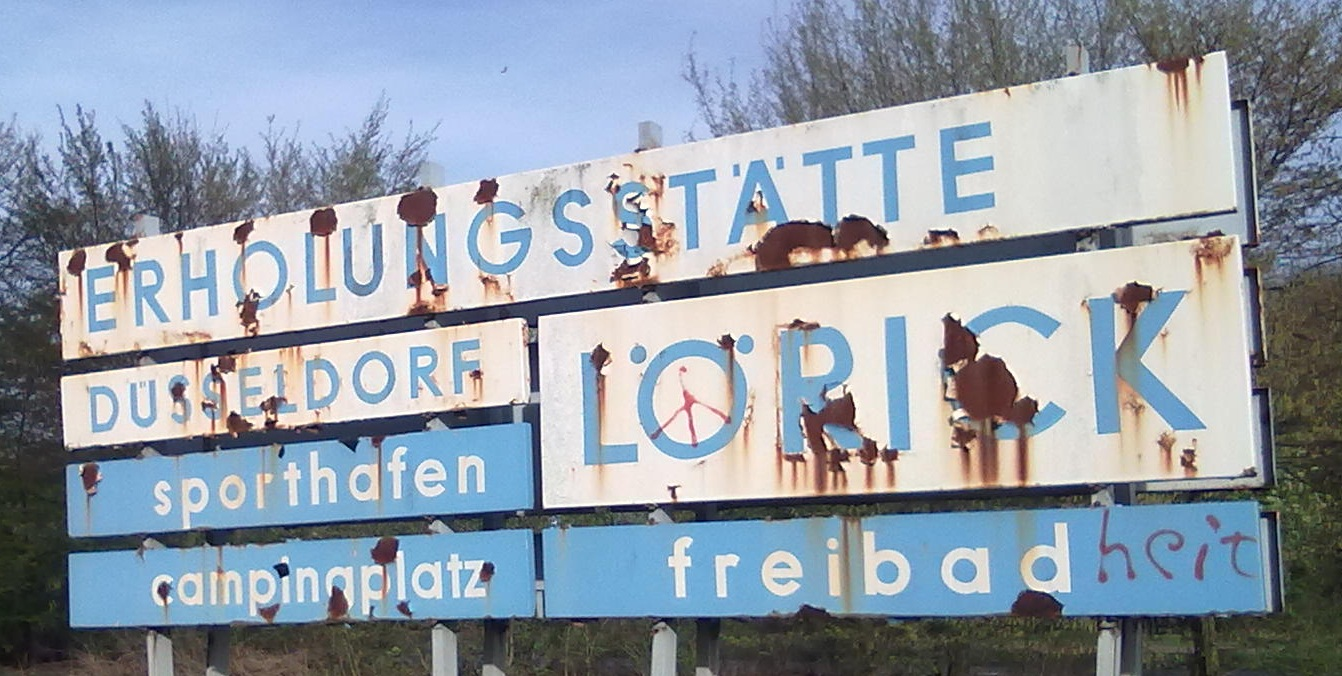
Ehemaliges Hinweisschild auf die Erholungsstätte in Lörick

Im Kontrast dazu steht das Bürogebiet Seestern mit zahlreichen Hochhäusern, die auf rund 450.000 m² Fläche 10.000 Menschen Arbeit bieten. Zahlreiche Firmen aus der Kommunikationsbranche sowie japanische Unternehmen haben hier ihren Sitz. Hinzu kommen fünf Hotels mit rund 1.500 Betten. In Lörick befinden sich 9 % der in Düsseldorf vorhandenen Übernachtungskapazitäten sowie rund 5,5 % der gesamten Büroflächen der Landeshauptstadt.
Lörick ist aber auch durch seine beliebte Erholungsstätte mit Freibad, Sporthafen und Campingplatz als Ausflugsziel bekannt. Das „Strandbad Lörick“ mit Freibad und großen Wiesenflächen liegt direkt am Rhein mit der Anschrift Niederkasseler Deich. Der so genannte Paradieshafen, der Sporthafen Löricks, liegt nördlich des Sees am Freibad und ist mit diesem durch einen Durchstich verbunden. Beide sind eigentlich Teil eines Altrheinarms, haben aber ihre heutige Form durch Auskiesung erhalten.

## Geschichte

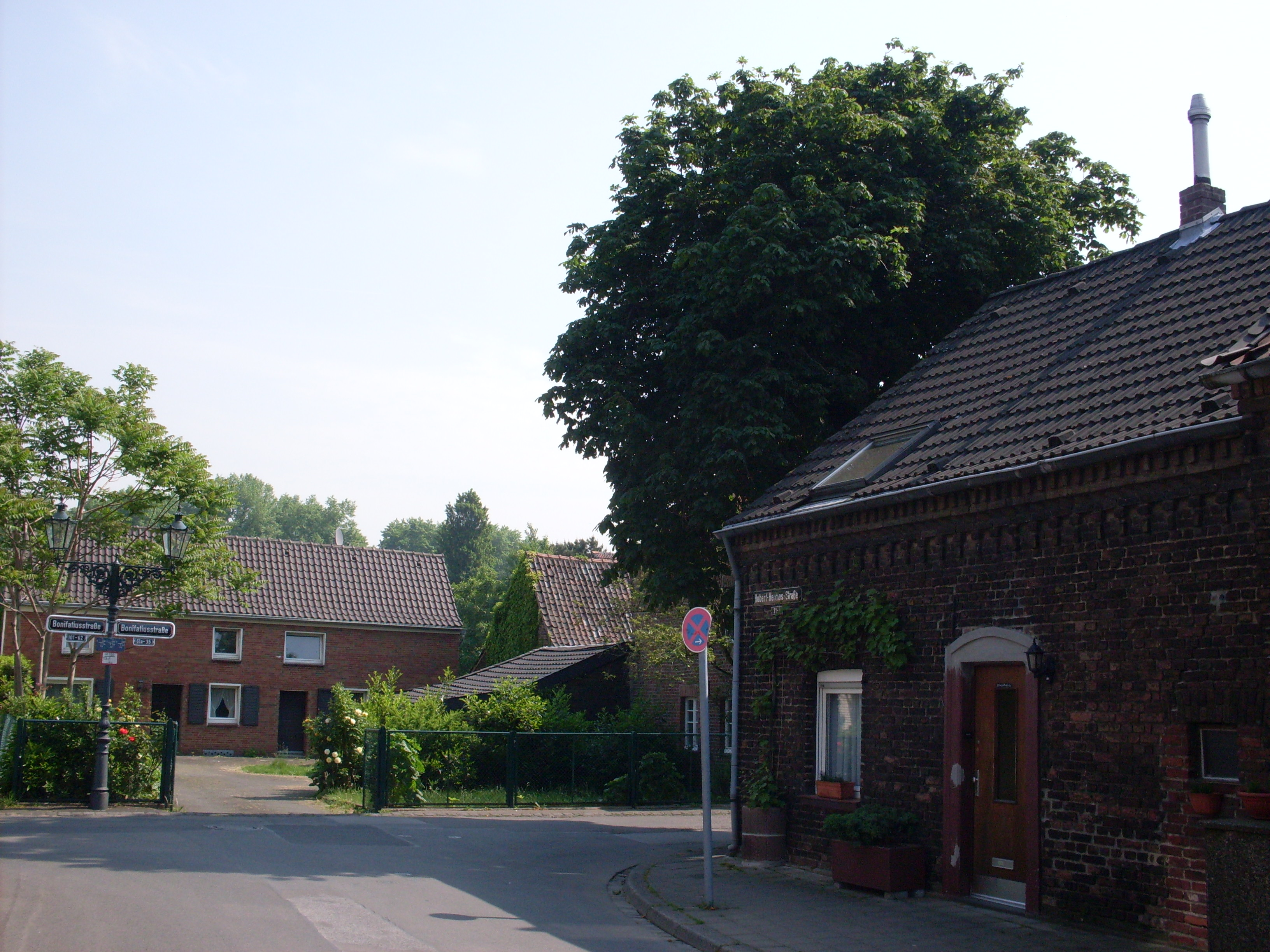
Alt-Lörick

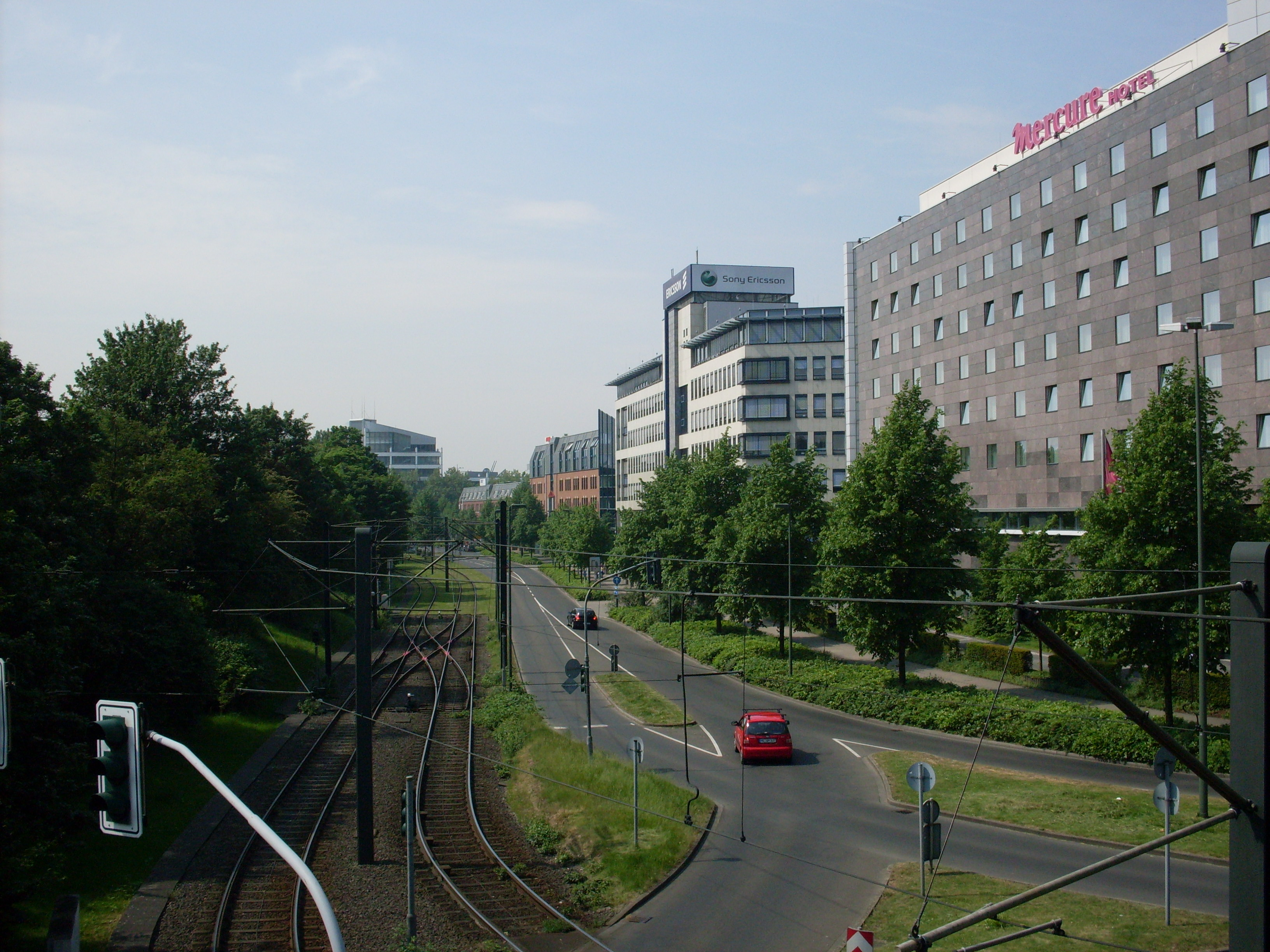
Bürogebiet Seestern

### Archäologische Funde
Von den Anfängen Löricks zeugt ein frühmittelalterliches Gräberfeld, von dem 1950 und 1957 Bestattungen nahe der Ilvericher Straße geborgen wurden. Die Gräber setzen bereits in der Mitte des 5. Jahrhunderts ein, die jüngsten Funde stammen aus der Zeit um 700 n. Chr. Bemerkenswert ist ein Männergrab der zweiten Hälfte des 5. Jahrhunderts mit einem besonderen Schwert, das in der Fachwelt nach den metallenen Beschlägen der Schwertscheide als „Typ Oberlörick-Samson-Abingdon“ bezeichnet wird.

### Frühe Geschichte
Der Düsseldorfer Stadtbezirk 4, zu dem außer Lörick auch Niederkassel, Oberkassel und Heerdt gehören, entspricht im Wesentlichen dem Gebiet der erstmals im 9. Jahrhundert urkundlich erwähnten Landgemeinde Heerdt. Lörick, ursprünglich vermutlich Luriche oder Lurike genannt, war ein von nur wenigen Höfen besiedeltes Gebiet, das sich bis Anfang des 19. Jahrhunderts zu einem Weiler entwickelte und zum Kirchspiel Heerdt gehörte.
Lörick wurde in einer Urkunde von 1300 als „Niederlörick“ angeführt. In dieser Urkunde verkaufte Arnold, Herr von Randerath, dem Kloster Meer einen Hof, der um 1400 nach seinem Pächter zu dieser Zeit „Zilles-Hof“ genannt wurde. Da dieser linksrheinische Bereich bis Ende des 18. Jahrhunderts dem Erzbischof von Köln unterstand, orientierte sich das in der Rheinschlinge liegende Dorf jahrhundertelang zum linksrheinischen Hinterland.
Bis 1794 gehörte es mit Heerdt zum Amt Linn und danach bis 1814 zum Canton Neuss. Diese Zugehörigkeit zu Heerdt änderte sich kurz zu Beginn der „Preußenzeit“ am Niederrhein. In einer Untersuchung von 1817 wurde es als Dorf unter „Niederlörick“ geführt, das vom Bürgermeisteramt Büderich im Kreis Neuss mit verwaltet wurde. Neben Heerdt  gehörten auch „Obercassel“ und „Niedercassel“ ebenfalls zu diesem Bürgermeisteramt.
In einer Beschreibung des Regierungsbezirkes Düsseldorf von 1836 wird das Dorf wieder als „Oberlörick“ in der Bürgermeisterei Heerdt des Kreises Neuss angeführt.  Zu dieser Zeit lebten in den Dorfschaften „Niedercassel“ 370 Bewohner, „Obercassel“ 209 Bewohner und Oberlörick 165 Bewohner. Noch Anfang des 20. Jahrhunderts wurde zwischen „Niederlörick“ und „Oberlörick“ unterschieden. In einer amtlichen Veröffentlichung von 1915 wurde Niederlörick mit dem Löricker Feld im Gemeindebereich von Büderich angeführt und lediglich Oberlörick gehörte zum eingemeindeten Gebiet von Düsseldorf.

## Orientierung nach Düsseldorf

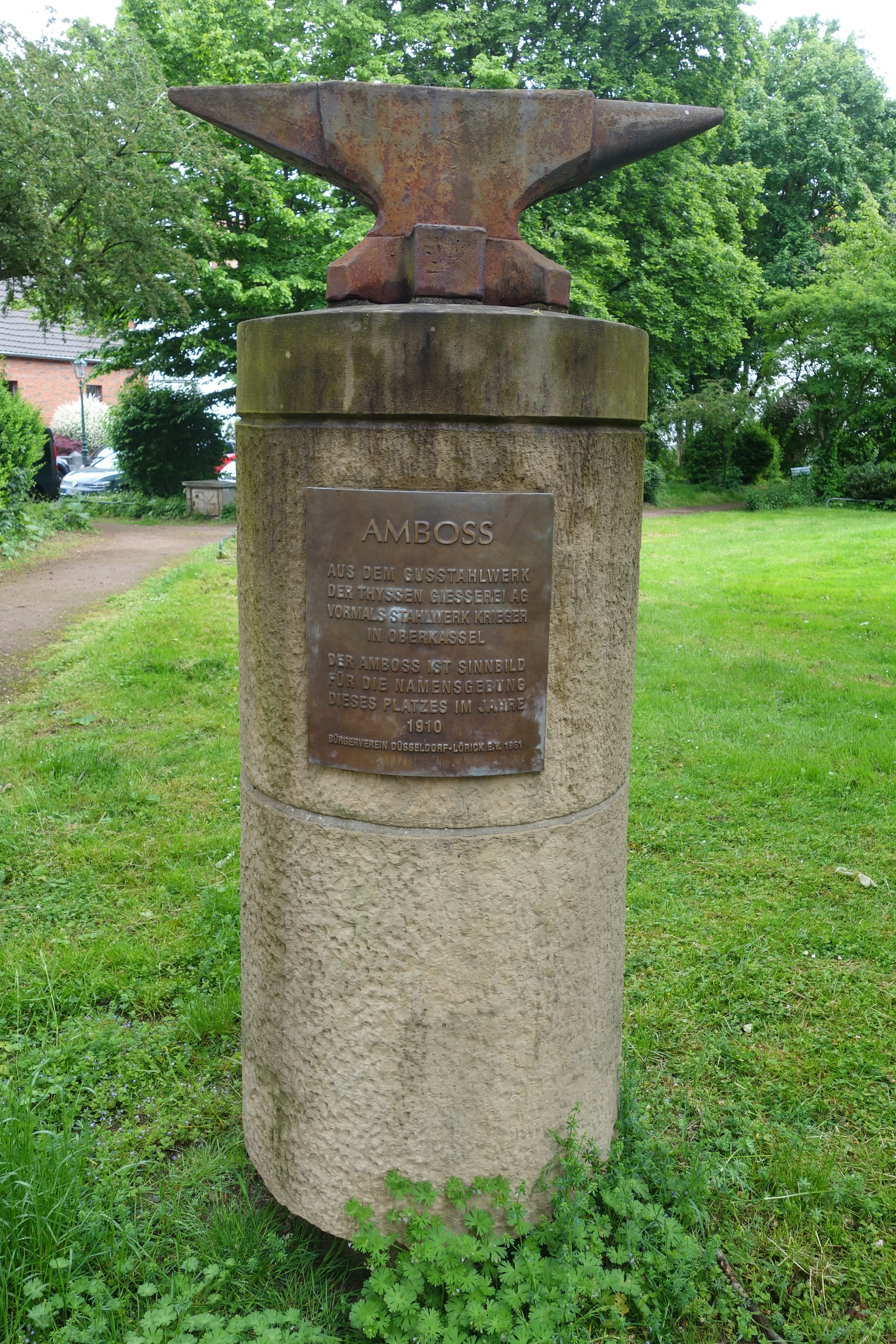
Amboßplatz in Lörick. Der Platz wurde 1910 eingeweiht und erinnert an die Schwerindustrie in dem linksrheinischen Stadtgebiet, die bis 1982 bestand.

Mit dem Bau der ersten festen Rheinbrücke im Jahr 1898 gewann Düsseldorf für Heerdt – und umgekehrt – an Bedeutung. Durch neu entstandene Wohngebiete in Oberkassel stieg die Einwohnerzahl der Gemeinde Heerdt sprunghaft an. Der Gemeinderat setzte auf Betreiben von Nikolaus Knopp die Eingemeindung nach Düsseldorf 1909 durch. Die Alteingesessenen leisteten dagegen heftigen Widerstand. Eine der Forderungen von den Vertretern aus Heerdt war für die Eingemeindung, dass die Stadt Düsseldorf zusagte, die Rheinbahn zu veranlassen, die Kleinbahnverbindung „Düsseldorf-Heerdt-Lörick“ nicht zu verschlechtern.
Lörick war im 20. Jahrhundert ein bedeutender Standort für die lokale Schwerindustrie, 1898 siedelte sich das Stahlwerk Krieger dort an. Nach der Weltwirtschaftskrise übernahm die Ruhrstahl AG das Werk. Später wurde daraus die Thyssen Gießerei. 1982 wurde die Gießerei geschlossen.
Der Amboßplatz mit dem gleichnamigen Denkmal erinnert an diese Zeit.
Seit 1914 gab es das Stahlwerk Böhler an der Stadtgrenze zu Meerbusch, seit 1993 nur noch als Vertriebsstandort.
Sowohl Lörick wie auch Ober- und Niederkassel gehörten zum historischen Kirchspiel Heerdt. Die Teilung und Trennung von der Pfarrgemeinde „St. Benedictus“ in Heerdt erfolgte erst 1955, als eine neue selbstständige Kirchengemeinde „Maria, Hilfe der Christen“ in Lörick gebildet wurde.
1957 wurde die Nordbrücke dem Verkehr übergeben, die sechs Jahre später in Theodor-Heuss-Brücke umbenannt wurde. Ab 1960 und insbesondere in den 1970er Jahren entstand der Bürokomplex „Seestern“. Das Freibad Lörick wurde 1972 fertiggestellt.